# Ийяш, Йожеф
Йо́жеф И́йяш (венг. Ijjas József; 5 ноября 1901, Бая, Австро-Венгрия — 29 апреля 1989, Калоча, Венгрия) — католический прелат, архиепископ Калочи с 10 января 1969 года по 5 июня 1987 год.

## Биография
14 июня 1925 года Йожеф Ийяш был рукоположён в священника.
15 сентября 1964 года Римский папа Павел VI назначил Йожефа Ийяша апостольским администратором архиепархии Калочи и титулярным епископом Тагараты. 28 октября 1964 года состоялось рукоположение Йожефа Ийяша в епископа, которое совершил архиепископ Калочи Эндре Хамваш в сослужении с епископом Сомбатхея Шандором Ковачем и титулярным епископом Зараи Винце Ковачем.
Участвовал в работе III и IV сессий Второго Ватиканского собора.
10 января 1969 года Римский папа Павел VI назначил Йожефа Ийяша архиепископом Калочи.
5 июня 1987 года Йожеф Ийяш подал в отставку. Скончался 29 апреля 1989 года.